# Martial Merlin
Martial Henri Merlin (20 tháng 1 năm 1860 - 8 tháng 5 năm 1935) là một viên chức thuộc địa người Pháp. Ông nắm cương vị Toàn quyền Đông Dương trong giai đoạn 1923 - 1925. Ông chính là mục tiêu của Phạm Hồng Thái trong vụ đánh bom mưu sát ở tô giới của Pháp tại đảo Sa Diện (Quảng Châu, Trung Quốc) vào ngày 19 tháng 6 năm 1924. Tài liệu tiếng Việt thường gọi vụ này là tiếng bom Sa Diện.

## Tiểu sử
Ông sinh ngày 20 tháng 1 năm 1860 tại Paris, Pháp. Ông từng phục vụ trong quân ngũ từ 1880 đến 1885, sau đó trở thành một viên chức thuộc địa kể từ ngày 18 tháng 8 năm 1887, thăng dần lên chức chánh văn phòng Phủ toàn quyền Sénégal. 
Giai đoạn 1901-1903, ông làm Toàn quyền Guadeloupe. Giai đoạn 1907–1908 và 1919—1923, ông làm Toàn quyền Tây Phi thuộc Pháp. Giai đoạn 1908–1917, ông là Toàn quyền châu Phi Xích đạo thuộc Pháp. Từ 1917 đến 1918, ông là Toàn quyền Madagascar.
Ngày 10 tháng 8 năm 1923, ông chính thức nhậm chức Toàn quyền Đông Dương. 
Ông trở về Pháp ngày 23 tháng 4 năm 1925 và thôi giữ chức Toàn quyền Đông Dương từ 27 tháng 7 năm 1925. 
Ông mất tại Clichy vào ngày 8 tháng 5 năm 1935.

## Tiếng bom Sa Diện
Toàn quyền Merlin chính là mục tiêu của Phạm Hồng Thái trong vụ mưu sát ở tô giới của Pháp ở đảo Sa Diện, thành phố Quảng Châu, tỉnh Quảng Đông, Trung Quốc. Tài liệu tiếng Việt thường gọi vụ này là tiếng bom Sa Diện.
Phạm Hồng Thái là một nhà hoạt động trong phong trào Đông Du ở Đông Dương thuộc Pháp. Nhân việc Merlin công du Nhật Bản, Hồng Kông và ghé tô giới của Pháp ở Sa Diện, Phạm Hồng Thái lên kế hoạch ám sát Merlin. Trước đó vào năm 1923, Phạm Hồng Thái từng giáp mặt Merlin ở Hải Phòng, Bắc Kỳ. Đúng 19 giờ 30 phút ngày 19 tháng 6 năm 1924, trong vai một ký giả tại buổi chiêu đãi Merlin ở khách sạn Victoria, Phạm Hồng Thái ném một quả tạc đạc nhưng không giết được Merlin mà chỉ khiến ông bị thương nhẹ. Sau đó Phạm Hồng Thái đuối nước trên Châu Giang trong quá trình tẩu thoát.